# At the Speed of Life
At the Speed of Life je Xzibitov debitantski album. Album je zauzeo 74. mjesto na Billboard 200.

## Popis pjesama
|     | Naziv                       | Producent(i)     | Gost(i)                         |
| --- | --------------------------- | ---------------- | ------------------------------- |
| 1.  | "Grand Opening" (Interlude) | Craig Sherrad    |                                 |
| 2.  | "At the Speed of Life"      | Thayod Ausar     |                                 |
| 3.  | "Just Maintain"             | E-Swift          | Hurricane G., J-Ro              |
| 4.  | "Eyes May Shine"            | E-Swift          |                                 |
| 5.  | "Positively Negative"       | Craig Sherrad    | King Tee                        |
| 6.  | "Don't Hate Me" (Interlude) | Thayod Ausar     |                                 |
| 7.  | "Paparazzi"                 | Nicholas Birdman |                                 |
| 8.  | "The Foundation"            | DJ Muggs         |                                 |
| 9.  | "Mrs. Crabtree" (Interlude) | Saafir           |                                 |
| 10. | "Bird's Eye View"           | Diamond D        | Catastraphe, Hurricane G., J-Ro |
| 11. | "Hit & Run" (Part II)       | Craig Sherrad    |                                 |
| 12. | "Carry the Weight"          | Thayod Ausar     |                                 |
| 13  | "Plastic Surgery"           | E-Swift          | Ras Kass, Saafir                |
| 14. | "Enemies & Friends"         | DJ Pen One       |                                 |
| 15. | "Last Words" (Outro)        | Craig Sherrad    |                                 |

## Uzorci
At the Speed of Life
- Dijalog iz filma Taxi Driver

Eyes May Shine
- "Minnie's Lament" od Minnie Riperton
- "Inner City Blues" od Grover Washington, Jr.
- "The Start of Your Ending" od Mobb Deep

Paparazzi
- "Pavane" od Gabriel Fauré

The Foundation
.
- "The Stranger" od Billy Joel

Enemies & Friends
- "Enlightenment" od Billy Paul

Bird's Eye View
- "Long Red" od Mountain
- "Dream Weaver" od Little Boy Blues

## Album na top listama
| Godina | Album                | Pozicije na top listama | Pozicije na top listama | Pozicije na top listama |
| Godina | Album                | Billboard 200           | Top R&B/Hip Hop Albums  |                         |
| 1996.  | At the Speed of Life | #74                     | #22                     |                         |

## Singlovi na top listama
| Godina | Pjesma           | Pozicije na top listama | Pozicije na top listama          | Pozicije na top listama |                                    |
| Godina | Pjesma           | Billboard Hot 100       | Hot R&B/Hip-Hop Singles & Tracks | Hot Rap Singles         | Hot Dance Music/Maxi-Singles Sales |
| 1997.  | "Paparazzi"      | #83                     | #61                              | #9                      | #39                                |
| 1997.  | "The Foundation" | -                       | #58                              | #16                     | #29                                |

## Osoblje
- Thayod Ausar – producent, inženjer
- B+ – fotografija
- Diamond D – producent
- DJ Pen One – producent
- Ross Donaldson – inženjer
- E-Swift – producent, inženjer
- Brian Gardner – mastering
- Jean-Marie Horvat – miksanje
- Ola Kudu – naslovnica, dizajn
- Brian "Bizzy" McCane – mastering
- Muggs – producent, inženjer
- Noa Ochi – koordinacije
- Saafir – producent
- Craig Sherrad – producent
- Xzibit – izvršni producent